# 마르기테스

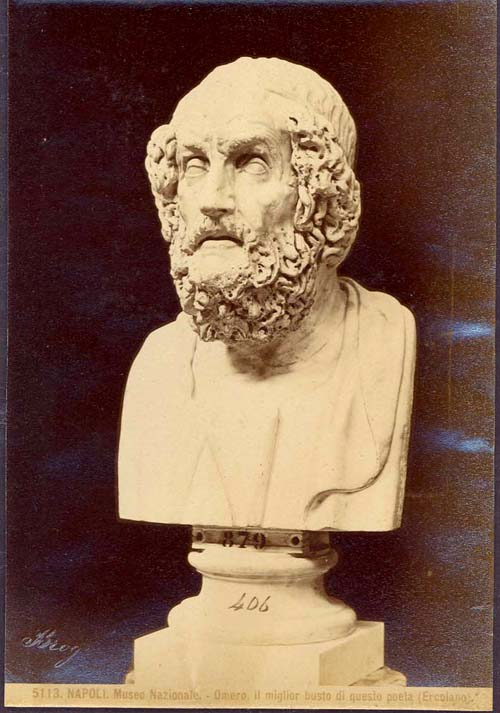

마르기테스(Margites,그리스어: Μαργίτης)는 고대 그리스 시대에 행해졌다고 알려진 서사시를 모방하는 희극시로 현재 대부분이 소실되었다. 현존하는 작품에 대한 언급에서, 그 중심 인물은 마르기테스(Margites, margos(고대 그리스어 μάργος), '광란한, 미친, 탐욕스러운'에서 유래)라는 매우 어리석은 사람으로 알려져 있다. 그의 이름은 필로데무스(Philodemus)가 사용한 형용사 "마르기테스처럼 미친"(margitomanēs,그리스어:μαργιτομανής)를 낳았다.

## 시학
그것은 일반적으로 아리스토텔레스(시학(Poetics) 13.92)에 의해 호메로스에 기인한 것으로 여겨진다. 그러나 이 작품은 고대에 느슨하게 "호메리카"라고 명명된 혼합된 장르의 작품 중, 수다(Suda)라고 불리는 거대한 중세 그리스 백과사전에서 할리카르낫소스(Halicarnassus,고대 그리스어: Ἁλικαρνᾱσσός, 고대 그리스어: Ἀλικαρνασσός)의 그리스 시인인 피그레스(Pigres)에 기인한 것이다. 그리스의 문법가로 알려진 하포크레이션(Valerius Harpocration)은 또한 그것이 호머(Homer)에 기인한다고 기록했다. 카이사리아의 바실레이오스(Basil of Caesarea)은 이 작업이 호메로스에 기인한다고 썼지만 호메로스가 이 귀속에 대해 확신할 수 없다고도 언급했다.

## 같이 보기
- 육보격(hexameter)